# Wikipedia en quechua
La Wikipedia en quechua (en quechua, Wikipidiya) se fundó en 2003. Cuenta con 24 130 artículos al 29 de marzo de 2025, lo que la convierte en la versión más grande en una lengua indígena de América.

## Historia
Después de su fundación, el proyecto tardó varios meses en avanzar. Hasta octubre de 2004 la única página fue la portada, que durante varios meses solamente contenía el texto estándar en inglés. En los meses siguiente unos pocos usuarios escribieron algunos esbozos y una página de ayuda en castellano. El primer administrador del proyecto fue nombrado por la Fundación Wikimedia en enero de 2005. Este usuario elaboró algunos artículos y algunas páginas internas, pero hasta mayo de 2006 hubo pocas ediciones y la cantidad de usuarios quedó estancada.
Una nueva situación emergió a fines de 2006, cuando se registró el primer usuario con conocimientos avanzados en el idioma, AlimanRuna, que también es el webmaster de una página en alemán sobre quechua. La iniciativa de este usuario llevó a un aumento de los artículos y la creación de las primeras páginas de ayuda. En diciembre del mismo año la versión pasó los 1000 artículos.
En 2007 el número de usuarios se duplicó, debido a la mayor calidad y estabilidad del proyecto, que desde este momento cuenta con un número de participantes regulares pequeño pero estable. A fines de 2007 y principio de 2008 AlimanRuna también tradujo la interfaz de usuario al quechua en el proyecto BetaWiki, razón por la cual hoy todo el contenido, excepto las páginas de discusión y algunas páginas de ayuda para hispanohablantes se encuentra traducido al quechua.
En enero de 2008 la Wikipedia en quechua contaba con más de 350 usuarios registrados, de los cuales 33 son activos regularmente y alrededor de 10 llegan a más de 100 ediciones por mes. El 20 por ciento de los artículos superan los 2 kB, el 65 por ciento los 0,5 kB, el promedio es de 1457 Bytes, y hay 11,5 ediciones por artículo.
En mayo de 2020, contando entonces con más de 22 mil artículos, la Wikipedia en quechua obtuvo una mención honorosa en el 1.ª edición de los "Premios al Activismo Quechua en Redes Sociales", iniciativa organizada por The Quechua Alliance, en colaboración con el Programa de Quechua de la Universidad de Pensilvania, la iniciativa Qinti de la Universidad de Illinois y la Dirección de Lenguas Indígenas del Ministerio de Cultura del Perú.

## Comunidad de autores
La Wikipedia en quechua cuenta actualmente con 31 949 usuarios, de los cuales 45 se encuentran activos. Sus autores son mayormente personas con otro idioma materno, y la mayoría solamente tiene conocimientos básicos. Sólo un usuario tiene conocimientos avanzados en el sistema Babel y dos tienen conocimientos medios. Para facilitar el trabajo a los autores con conocimientos básicos, existen algunos textos estandarizados, por ejemplo, para biografías y ciudades.
En abril de 2008 la mayoría de los autores dijeron ser hispanohablantes, seguido por los usuarios con idioma materno alemán o inglés. Muy pocos también son hablantes de francés y finlandés.

## Características

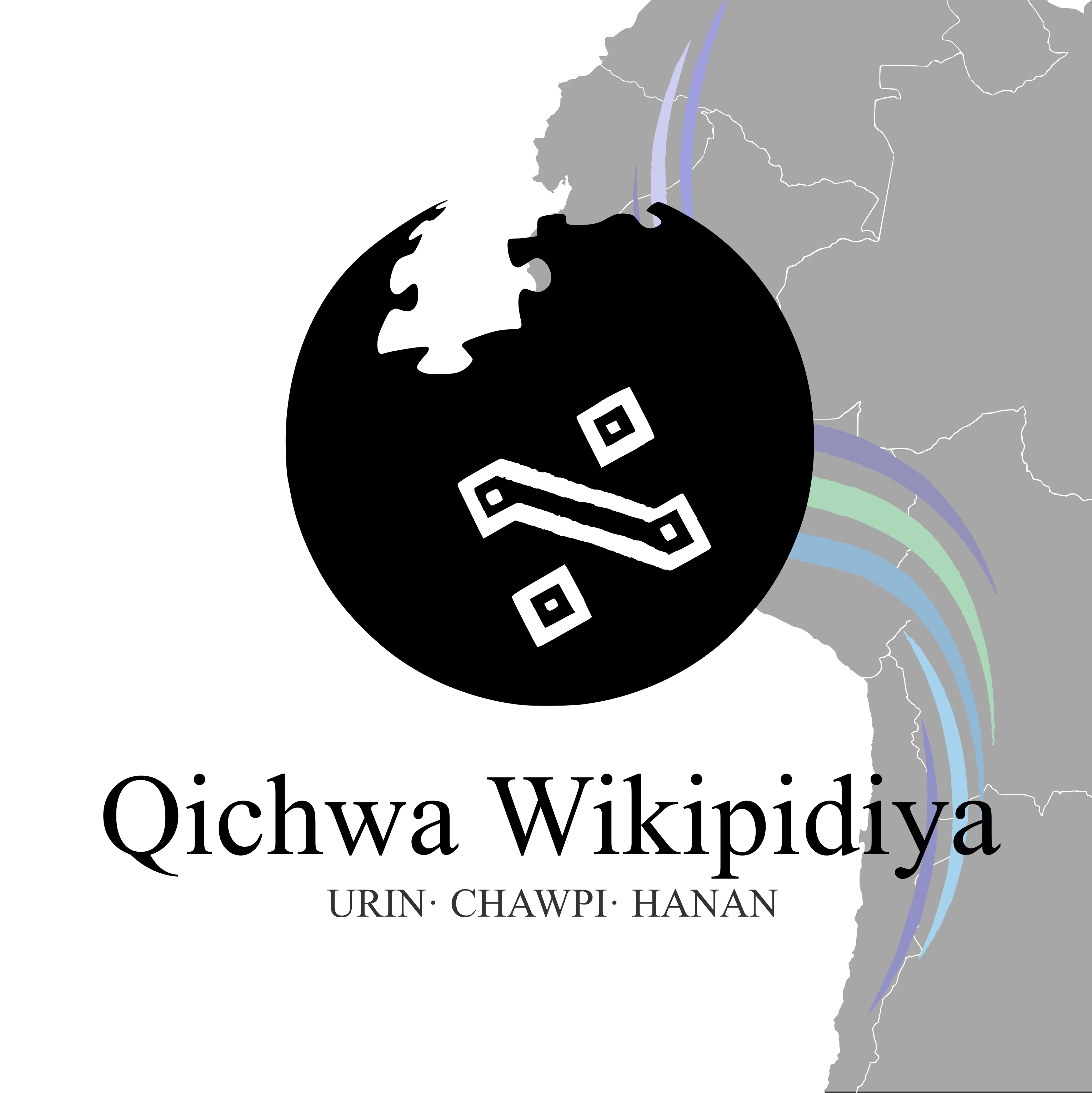
Qichwa simip Wikipidiyan rikch'anmi.

Los dialectos del quechua son hablados por alrededor de 10 millones de personas, la mayoría de zonas rurales de la zona andina de Sudamérica. Un gran problema de esta comunidad es que existe poca literatura en el idioma, tanto impresa como en forma electrónica, razón por la cual la mayoría de los hablantes utiliza el quechua solamente para la comunicación oral. Por lo tanto, la importancia de la Wikipedia en quechua es potencialmente muy alta, ya que se trata de la única enciclopedia (dejando de lado a simples diccionarios) en el idioma.
Otra característica de la comunidad quechuahablante es la escasa estandarización del idioma, en el que coexisten varias gramáticas y ortografías. Existen varias organizaciones que tienen como fin la conservación y práctica del idioma, pero estas no coinciden entre sí en estas cuestiones, y cada país tiende a elaborar reglas propias. Una gran dificultad es también el hecho que el quechua para muchos lingüistas no es un idioma singular sino una familia de lenguas. Sobre todo las variedades del centro del Perú (Quechua I) son muy diferentes e ininteligibles de los que se hablan en el resto de la región.
En las páginas de ayuda la Wikipedia en quechua fue propuesta, en su inicio, la política de aceptar a todos los dialectos, pero no existe una regla oficial al respecto. En la práctica, la gran mayoría de los artículos son escritos en el Quechua Sureño Normalizado, estándar literario creado por Rodolfo Cerrón Palomino para los dialectos del sur de la zona quechuahablante, que corresponde al conjunto de variedades inteligibles más grande de la familia quechua. Es un estándar según una ortografía que basa en el AFI y resume a varias características de la rama lingüística Quechua-IIC, que a su vez contiene las variantes más habladas del quechua.
Otro debate que existe entre la comunidad de activistas académicos es el uso de tres o cinco vocales. Mientras que una algunas asociaciones como la Academia Mayor de la Lengua Quechua (haciendo caso omiso al consenso entre lingüistas y hablantes), favorece el uso de cinco vocales, en la práctica la mayoría de los textos en quechua usan solo tres, ya que estos alcanzan para cubrir la variedad fonética del quechua. Por tal razón, en la Wikipedia en quechua predomina el uso de tres vocales.

## Fechas clave
- El 9 de diciembre del 2006 alcanza los 1000 artículos.
- El 21 de febrero del 2007 alcanza los 2000 artículos.
- El 29 de julio del 2007 alcanza los 3000 artículos.
- El 12 de septiembre del 2007 alcanza los 4000 artículos
- El 31 de octubre del 2007 alcanza los 5000 artículos.
- El 22 de septiembre del 2008 alcanza los 8000 artículos.
- El 16 de abril del 2010 alcanza los 15 000 artículos con Antikuna Aylluruna Tantanakuykunap T'inkinakuynin